# Yenimurat
Yenimurat (türkisch für Neumurat) ist ein Ortsteil (Mahalle) im Landkreis Karataş der türkischen Provinz Adana mit 156 Einwohnern (Stand: Ende 2024). Im Jahr 2011 hatte der Ort 69 Einwohner.